# 都の風
『都の風』（みやこのかぜ）は、1986年（昭和61年）10月6日から1987年（昭和62年）4月4日まで放送されたNHK連続テレビ小説第37作である。

## 概要
京都の老舗問屋に生まれたヒロインが家を飛び出し、夫の実家である奈良の旅館で働くことになる。さらに、戦後はファッションの世界に飛び込んで活躍する。
初回視聴率は38.6%、平均視聴率は44.9%、最高視聴率は39.3%であった（ビデオリサーチ調べ、関東地区・世帯）。
2007年10月1日 - 2008年3月29日までデジタルBS2にて再放送された。
放送ライブラリーでは第1回が公開。

## キャスト

### 竹田家の人々
竹田悠 → 吉野悠
演 - 加納みゆき
本物語のヒロイン。三女。波乱万丈で、何事にも立ち向かう少女。
竹田葵
演 - 松原千明
悠の長姉。自分の考えは必ず通す、少々頑固者の少女。
竹田桂
演 - 黒木瞳
悠の次姉。巴、静と並び、おしとやかで上品な少女。しかし思い込んだら一途で歯止めが利かなくなる。
竹田静
演 - 久我美子
三姉妹の母、巴の娘、市左衛門の妻。竹田家の主婦として、巴と同じくおしとやかで上品な女性。
竹田市左衛門
演 - 西山嘉孝
三姉妹の父、静の夫。婿養子だが、妻や義母に尻に敷かれることなく問屋「竹田屋」を取り仕切り、厳しく家庭も取り仕切る。
竹田巴
演 - 宝生あやこ
三姉妹の祖母、静の母。竹田家の中では、おしとやかでお上品な女性。

### 竹田家のゆかりのある人
義二
演 - 大竹修造
桂の夫、悠の義兄。
忠七
演 - 渋谷天笑
竹田屋の番頭。
お康
演 - 未知やすえ
竹田屋の女中。
松川
演 - 寺下貞信
竹田屋の奉公人。
亀吉
演 - 阿木五郎
竹田屋の奉公人。
佐七
演 - 國村隼
竹田屋の番頭。
笹井
演 - 広岡善四郎
竹田屋の奉公人。
柴田
演 - 亀井賢二
竹田屋の奉公人。
お松
演 - 山田富久子
竹田屋の女中。
三吉
演 - 井上義之
竹田屋の奉公人。
長吉
演 - 安尾正人
竹田屋の奉公人。
直吉
演 - 向井直樹
竹田屋の奉公人。
輝吉
演 - 古川輝明
竹田屋の奉公人。
浩吉
演 - 竹末浩一
竹田屋の奉公人。
弥吉
演 - 四方公
竹田屋の奉公人。
和吉
演 - 吉川和哉
竹田屋の奉公人。
利吉
演 - 當宮利一
竹田屋の奉公人。
女中
演 - 山崎千恵子、千田光子、大島里美、植田貴嘉子
竹田屋の女中。

### 吉野家
吉野雄一郎
演 - 村上弘明
悠の夫。
吉野薫
演 - 大塚麗衣 → 川上玲魅
悠と雄一郎の娘。
吉野常
演 - 高森和子
雄一郎の母、薫の祖母。奈良の旅館「吉野屋」の女将。
吉野喜一
演 - 桂小文枝
雄一郎の父、薫の祖父。
吉野弥一郎
演 - 小栗一也
雄一郎の祖父、薫の曽祖父。
秋子
演 - 三木美千枝 → 酒井雅代
吉野家の養女。

### その他
沢木智太郎
演 - 柳葉敏郎
悠の初恋相手。
沢木雅子
演 - 山本博美
悠の女学校の友人。智太郎の妹。
沢木信太郎
演 - 湯浅実
智太郎と雅子の父。
沢木敏子
演 - 仙北谷可都子
智太郎と雅子の母。
山岡
演 - 升毅
悠の婿養子候補。桂の初恋・不倫相手。
お初
演 - 野川由美子
大阪・食堂「おたふく」の女将。
精二
演 - 江藤潤
大阪・食堂「おたふく」の板前。
悦子
演 - 雅薇
大阪・食堂「おたふく」の店員。
松吉
演 - 小林秀明
大阪・食堂「おたふく」の店員。
鈴木
演 - 須永克彦
お初の元旦那。
源さん
演 - 北見唯一
吉野屋の板前。
たみ
演 - 町田米子
吉野屋の仲居。
岩谷
演 - 草川祐馬
葵の幼馴染。
西川
演 - 岩田直二
吉野屋の宿泊客。
婦人
演 - 富田恵子
吉野屋の宿泊客。
笹原
演 - 原哲男
良子
演 - 末広真季子
長屋の女
演 - タイヘイ夢路
京都市長
演 - 伊藤孝雄
その他
演 - 山村弘三、柳川清、北原将光、坂本和子、笹川淳代、青木辰尚、辰己邦彦、氏家秀和、蔵多哲雄、鶴井泰人、国田栄弥、北村光生、吉本真由美、西山辰夫、佐藤心、山田交作、蓮一郎、三村伸也、門田裕、松本省三、多々納斉、表淳夫、河野実、木下サヨ子、田中憲治、にしき勝也、佐野晶夫、小松健悦、佐藤浩、中本哲夫、浜崎満、友藤秀幸、ジェフ・カーソン、荻原郁三、はりた照久、木村和則、田畑猛雄、筒井巧、穂積哲也、岩崎ちひろ、朝比奈潔子、高丸鈴子、芝本正、三沢淳志、八十はじめ、大野瞳、坂口弘樹、広瀬修、福岡由美、松本淳、池ノ内美紀、藤見ゆかり、中村廣子、橋本尚友、ホープ豊、橋野リコ、藤野亨、児玉博之、下田隆道、藤田千代美、松本圭昌、門野内純子、松田春子、上村敦史、小堀勝太郎、石浜祐次郎、松寺千恵美、岡田照幸、みやなおこ、石黒丈喜、ブレーク・クロォート、サウスサイドジャズバンド、堀内一市、ジム・D・コリンズ、原一平、小林昭二、岡部敏次、溝田繁、邦保、田中弘史、森華恵、山口幸生、小阪剛士、木村律子、福島日出子、山下幸奈、植田功、松谷令子、森下鉄朗、千葉保、伝法三千雄、三沢恵里、井本寛一、堀田新五郎、楠年明、上海太郎、川下大洋、神村恵、神村市太郎、高桐真、田中雅和、森下祐己子、小林泉、森かもめ、太田彩美、春けいこ

## スタッフ
- 脚本 - 重森孝子[3][5]
- 音楽 - 中村滋延[3][5]
- 制作 - 八木雅次[3][5]
- 美術 - 田坂光善[3][5]
- 効果 - 片岡健[3]、村中向陽[5]
- 技術 - 沼田明夫[3][5]
- 照明 - 大塚邦彦[5]
- 撮影 - 神田茂[5]
- 音声 - 土屋忠昭[5]
- 演出 - 門脇正美[3][5]、加藤郁雄[3]、兼歳正英[3]、荘加満
- 語り - 藤田弓子[3][5]
- 主題歌 - 「約束の旅 〜帰港〜」 作詞 - 森田由美、作曲・編曲 - 後藤次利、歌 - 西城秀樹

## 備考
1987年3月18日に日向灘沖を震源地とする地震が発生し津波警報が出されたため、再放送中の12時49分から緊急警報放送が実施され番組が中断した。翌19日に2回分を放送。
1993年度から続いてきた「アンコール放送」は、本作が2007年10月1日から2008年3月29日まで放送されたのを最後に一旦廃止された。

## 関連文献
- 重森孝子『都の風 : NHKテレビ・シナリオ 上 (快走篇)』講談社、1987年1月26日。
- 重森孝子『都の風 : NHKテレビ・シナリオ 中 (愛別篇)』講談社、1987年2月20日。
- 重森孝子『都の風 下 (飛翔篇)』講談社、1987年3月20日。